# Dioscorea altissima
Dioscorea altissima är en enhjärtbladig växtart som beskrevs av Jean-Baptiste de Lamarck. Dioscorea altissima ingår i jamssläktet och familjen jamsväxter. Inga underarter finns listade i Catalogue of Life.